# Lycée Saint-Exupéry (Blagnac)
Pour les articles homonymes, voir Lycée Antoine-de-Saint-Exupéry et Saint-Exupéry (homonymie).
Le lycée Saint-Exupéry est un lycée public, situé à Blagnac, au cœur de la ZAC Andromède au nord de la commune. Le lycée a été construit en 2004 pour le conseil régional de Midi-Pyrénées.

Il accueille 1 800 élèves et étudiants. Les élèves sont répartis entre filières du baccalauréat général, technologique et professionnel. Également, sont proposés des formations post-bac type BTS et mention complémentaire. Le lycée dispose également un des pôles espoir de football féminin.

## Incidents
Le 4 décembre 2018 à la suite d'une mobilisation lycéenne contre la réforme du baccalauréat et de la plateforme Parcoursup, un incendie volontaire ravage l'entrée du bâtiment ne faisant pas de blessés,,.